# Вінтон Руфер
Вінтон Руфер (англ. Wynton Rufer, нар. 29 грудня 1962, Веллінгтон) — новозеландський футболіст, що грав на позиції флангового півзахисника та нападника. По завершенні ігрової кар'єри — футбольний тренер.
Виступав за збірну Нової Зеландії і низку клубів з різних країн. Вважається одним з найкращих футболістів Нової Зеландії та Океанії всіх часів; визнаний найкращим футболістом Океанії XX століття за версією IFFHS.

## Клубна кар'єра
Народився в сім'ї іммігранта з Швейцарія і жінки народу маорі. Розпочав займатись футболом в клубі «Веллінгтон Даймонд» з рідного міста, в який він вступив у віці семи років. Дебют в першій команді «Веллінгтон Даймонд Юнайтед» відбувся в 18 років, крім того грав за клуби «Стоп Аут» і «Мірамар Рейнджерс» і визнавався Молодим гравцем року Нової Зеландії в 1981 і 1982 роках. Після цього за його діями стали спостерігати скаути європейських клубів. Гравця в своїх рядах захотів бачити англійський клуб «Норвіч Сіті». Через кілька днів керівники команди з Норфолка запропонували підлітку контракт, незалежно від того, чи отримає він дозвіл на роботу. Таким чином 23 жовтня Руфер став першим гравцем з Нової Зеландії, який підписав професійний контракт з клубом з Європи. Але в Англії він не зміг отримати дозволу на роботу. Гравець, який отримав прізвисько «Ківі», був змушений шукати новий клуб, щоб грати. Він вибрав Швейцарію, звідки був родом його батько.
Вінтон перейшов у «Цюрих» в травні 1982 року. «Ківі» за шість матчів провів три голи у складі збірної і отримав звання найталановитішого гравця в Новій Зеландії. Після чемпіонату світу Руфер підтвердив свої навички в швейцарській лізі. У першому сезон він зіграв 23 матчі і забив 4 голи. У наступні роки його статистика була ще кращою. У сезоні 1983/84 в 22 матчах він забив 8 голів, а рік по тому в 22 матчах він забив десять голів. Кращий же був сезон 1985/1986, в якому Руфер забив 14 голів у 28 іграх.
«Цюрих» не був грізною силою в ті роки в Швейцарії, тому, коли надійшла пропозиція від «Аарау», Руфер не став довго думати. У новому клубі «Ківі» швидко став провідною фігурою. У перший рік перебування в новій команді він забив десять голів. Але після цього стався вибух результативності. Це був сезон 1987/1988, в якому Руфер забивав правою і лівою ногою, але особливо запам'яталися його голи, забиті головою. Гравець з Нової Зеландії був схильний зависати в повітрі і вигравати поєдинки у гравців з кращими фізичними даними. Ця здатність дозволила йому забити 21 гол в сезоні. У нападнику зацікавились керівники «Грассгоппера», які швидко переконали гравця Нової Зеландії змінити клуб. Руфер за «коників» забив 18 м'ячів, виграв національний кубок, і, найголовніше, був помічений провідним німецьким клубом — «Вердером».
У «Вердері» Руфер дебютував 29 липня 1989 року. Команда на чолі з Отто Рехагелем закінчила нульовою нічиєю матч з «Санкт-Паулі», а новачок не показав найкращих своїх сторін. У першому своєму «німецькому» сезоні Руфер зміг забити 10 голів. У наступному сезоні їх було вже 15 голів. У тому ж сезоні він також зумів завоювати Кубок Німеччини, який дозволяв виступати в Кубку Кубків УЄФА. Там бременцям не було рівних. «Вердер» впевнено йшов від перемоги до перемоги, вигравши з рахунком 2:0 у фіналі у «Монако» після голу Вінтона. Успіх в європейських змаганнях, проте, супроводжувався поганими виступами в лізі. «Ківі» забив усього 5 голів у 29 матчах, а його клуб не повторив успіх попереднього сезону. Але вже через рік «Вердер» став чемпіоном Німеччини, а внесок гравця збірної Нової Зеландії в нього був неоціненний. Його 17 голів були головним ключем до успіху, який дозволив команді з Бремена в третій раз в історії завоювати головний трофей в Німеччині. У той же час, Руфер зібрав нагороди найкращому гравцю Океанії в 1989, 1990 і 1992 роках.
Після перетину 30-річного вікового бар'єру результативність форварда почала падати. Сезон 1993/94 закінчився з досягненням в десять голів. У першій частині наступного сезону він забив тільки два голи. У Бремені, проте, його залишали як переможця, тому що, коли він прийшов у клуб, ніхто не думав, що новозеландець стане легендою.
Проте, Руфер вибрав для продовження своєї кар'єри Японію, яка була модним напрямком в той час. В місцеву лігу вкладалися величезні гроші, які залучили провідних гравців світу. У своєму першому сезоні за «ДЖЕФ Юнайтед Ітіхара Тіба» він забив 21 гол, а всього він забив за цю команду 38 м'ячів. Після цього про нього знову згадали в Німеччині. Та й сам Руфер не булв проти гри в знайомій йому лізі. Тому, коли надійшла пропозиція від «Кайзерслаутерна», він прийняв її, незважаючи на те, що команда перебувала в той момент тільки в другій за силою лізі. Пригоди з «Кайзерслаутерном» тривали недовго. «Руфер» провів у німецькому клубі всього півроку, а потім повернувся на батьківщину. Він вибрав клуб «Сентрал Юнайтед», який незабаром перетворився в «Норт-Шор Юнайтед».
Завершив професійну ігрову кар'єру у клубі «Футбол Кінгз», за який виступав протягом 1999—2002 років.

## Виступи за збірну
16 жовтня 1980 року дебютував в офіційних матчах у складі національної збірної Нової Зеландії. Протягом кар'єри у національній команді, яка тривала 18 років, провів у формі головної команди країни лише 38 матчів, забивши 17 голів.
У 1982 році Нова Зеландія вперше в історії грала на Чемпіонаті світу, куди був заявлений і 19-річний Руфер. Хоча його збірна програла всі матчі, Вінтон справив позитивне враження. На Руфера припадало близько 80 % наступальних сил новозеландців. Його гра часто сіяла хаос в рядах суперників, які були змушені приділяти набагато більше уваги йому, ніж іншим гравцям збірної Нової Зеландії. Руфер показав, що не тільки вміє забивати голи, але також може віддати зрячий пас або здивувати супротивника нетрадиційним дриблінгом або сильним ударом з великої відстані. На тлі своїх товаришів по команді він сильно виділявся.
Всього протягом кар'єри у національній команді, яка тривала 18 років, провів у формі головної команди країни лише 23 матчі, забивши 12 голів.

## Кар'єра тренера
Ще будучи гравцем, Руфер пробував свої сили як тренер. Робота в «Норт-Шор Юнайтед», «Футбол Кінгз» і жіночій збірній Нової Зеландії до 16 років у нього не вийшла. Після цього новозеландець став засновником футбольної школи WYNRS. Вона має свої представництва в Веллінгтоні, Окленді, Данідіне, Крайстчерчі і Хокс-Беї.
У лютому 2014 року Руфер був призначений тренером збірної Папуа Нової Гвінеї, а паралельно і опікувався «молодіжкою» на Молодіжному чемпіонаті ОФК у 2014 році.

## Статистика

### Клубна
Статистика клубних виступів:
| Сезон   | Команда              | Чемпіонат     | Чемпіонат | Чемпіонат                         | Національні кубки                               | Національні кубки | Національні кубки     | Інші турніри | Інші турніри | Інші турніри | Усього | Усього |
| Сезон   | Команда              | Ліга          | Ігри      | Голи                              |                                                 | Ігри              | Голи                  |              | Ігри         | Голи         | Ігри   | Голи   |
| ------- | -------------------- | ------------- | --------- | --------------------------------- | ----------------------------------------------- | ----------------- | --------------------- | ------------ | ------------ | ------------ | ------ | ------ |
| 1980    | «Стоп Аут»           | Д-1           | 5         | 2                                 |                                                 |                   |                       |              |              |              | 5      | 2      |
| 1981    | «Веллінгтон Даймонд» | Д-1           | 19        | 7                                 |                                                 |                   |                       |              |              |              | 19     | 7      |
| 1981/82 | «Норвіч Сіті»        | Д-2           | 0         | 0                                 |                                                 |                   |                       |              |              |              | 0      | 0      |
| 1982    | «Мірамар Рейнджерс»  | Д-1           | 8         | 3                                 |                                                 |                   |                       |              |              |              | 8      | 3      |
| 1982/83 | «Цюрих»              | Д-1           | 23        | 4                                 |                                                 |                   |                       | КУ           | 4            | 1            | 25     | 5      |
| 1983/84 | «Цюрих»              | Д-1           | 22        | 8                                 |                                                 |                   |                       | КУ           | 2            | 1            | 24     | 9      |
| 1984/85 | «Цюрих»              | Д-1           | 22        | 10                                |                                                 |                   |                       |              |              |              | 22     | 10     |
| 1985/86 | «Цюрих»              | Д-1           | 28        | 14                                |                                                 |                   |                       |              |              |              | 28     | 14     |
| 1986/87 | «Цюрих»              | Д-1           | 5         | 2                                 |                                                 |                   |                       |              |              |              | 5      | 2      |
| 1986/87 | «Аарау»              | Д-1           | 19        | 10                                |                                                 |                   |                       |              |              |              | 19     | 10     |
| 1987/88 | «Аарау»              | Д-1           | 36        | 21                                |                                                 |                   |                       |              |              |              | 36     | 21     |
| 1988/89 | «Грассгоппер»        | Д-1           | 36        | 18                                |                                                 |                   |                       | КК           | 2            | 0            | 38     | 18     |
| 1989/90 | «Вердер»             | Д-1           | 34        | 10                                | КН                                              | 5                 | 5                     | КУ           | 10           | 4            | 49     | 19     |
| 1990/91 | «Вердер»             | Д-1           | 33        | 15                                | КН                                              | 6                 | 4                     |              |              |              | 39     | 19     |
| 1991/92 | «Вердер»             | Д-1           | 29        | 5                                 | КН                                              | 4                 | 1                     | КК           | 8            | 4            | 43     | 12     |
| 1991/92 | «Вердер»             | Д-1           | 29        | 5                                 | СН                                              | 2                 | 2                     | КК           | 8            | 4            | 43     | 12     |
| 1992/93 | «Вердер»             | Д-1           | 32        | 17                                | КН                                              | 5                 | 5                     | КК           | 4            | 4            | 42     | 27     |
| 1992/93 | «Вердер»             | Д-1           | 32        | 17                                | КН                                              | 5                 | 5                     | СК           | 1            | 1            | 42     | 27     |
| 1993/94 | «Вердер»             | Д-1           | 33        | 10                                | КН                                              | 6                 | 5                     | ЛЧ           | 10           | 8            | 50     | 24     |
| 1993/94 | «Вердер»             | Д-1           | 33        | 10                                | СН                                              | 1                 | 1                     | ЛЧ           | 10           | 8            | 50     | 24     |
| 1994/95 | «Вердер»             | Д-1           | 13        | 2                                 | КН                                              | 1                 | 0                     | КК           | 3            | 0            | 18     | 3      |
| 1994/95 | «Вердер»             | Д-1           | 13        | 2                                 | СН                                              | 1                 | 1                     | КК           | 3            | 0            | 18     | 3      |
| 1995    | «ДЖЕФ Юнайтед»       | Д-1           | 39        | 21                                | КІ                                              | 1                 | 1                     |              |              |              | 40     | 22     |
| 1996    | «ДЖЕФ Юнайтед»       | Д-1           | 10        | 4                                 | КДЛ                                             | 2                 | 0                     |              |              |              | 12     | 4      |
| 1996/97 | «Кайзерслаутерн»     | Д-2           | 13        | 4                                 |                                                 |                   |                       |              |              |              | 13     | 4      |
| 1997    | «Сентрал Юнайтед»    | Д-1           | 30        | 12                                |                                                 |                   |                       |              |              |              | 30     | 12     |
| 1998    | «Санфрече Хіросіма»  | Д-1           | 16        | 1                                 |                                                 |                   |                       |              |              |              | 16     | 1      |
| 1998    | «Норт-Шор Юнайтед»   | Д-1           | 11        | 3                                 |                                                 |                   |                       |              |              |              | 11     | 3      |
| 1999/00 | «Футбол Кінгз»       | Д-1           | 25        | 6                                 |                                                 |                   |                       |              |              |              | 25     | 6      |
| 2000/01 | «Футбол Кінгз»       | Д-1           | 18        | 6                                 |                                                 |                   |                       |              |              |              | 18     | 6      |
| 2001/02 | «Футбол Кінгз»       | Д-1           | 5         | 0                                 |                                                 |                   |                       |              |              |              | 5      | 0      |
| Країна  | Нова Зеландія        | Нова Зеландія | 121       | 39                                | \|\|\|\|\|\|rowspan="5"\| \|\|\|\|\|\|121\|\|39 |                   |                       |              |              |              |        |        |
| Країна  | Швейцарія            | Швейцарія     | 191       | 87\|\|\|\|\|\|8\|\|2\|\|199\|\|89 | \|\|\|\|\|\|rowspan="5"\| \|\|\|\|\|\|121\|\|39 |                   |                       |              |              |              |        |        |
| Країна  | Німеччина            | Німеччина     | 187       | 63                                | \|\|\|\|\|\|rowspan="5"\| \|\|\|\|\|\|121\|\|39 | 31                | 24                    | 36           | 21           | 254          | 108    |        |
| Країна  | Японія               | Японія        | 65        | 26                                | \|\|\|\|\|\|rowspan="5"\| \|\|\|\|\|\|121\|\|39 | 3                 | 1\|\|\|\|\|\|68\|\|27 |              |              |              |        |        |
| Всього  | Всього               | Всього        | 564       | 215                               | \|\|\|\|\|\|rowspan="5"\| \|\|\|\|\|\|121\|\|39 | 34                | 25                    | 44           | 23           | 642          | 263    |        |

### Збірна
| Збірна Нової Зеландії | Збірна Нової Зеландії | Збірна Нової Зеландії |
| Роки                  | Ігри                  | Голи                  |
| --------------------- | --------------------- | --------------------- |
| 1980                  | 4                     | 0                     |
| 1981                  | 2                     | 3                     |
| 1982                  | 6                     | 2                     |
| 1983                  | 0                     | 0                     |
| 1984                  | 0                     | 0                     |
| 1985                  | 3                     | 1                     |
| 1986                  | 0                     | 0                     |
| 1987                  | 0                     | 0                     |
| 1988                  | 1                     | 0                     |
| 1989                  | 1                     | 0                     |
| 1990                  | 0                     | 0                     |
| 1991                  | 0                     | 0                     |
| 1992                  | 0                     | 0                     |
| 1993                  | 0                     | 0                     |
| 1994                  | 0                     | 0                     |
| 1995                  | 0                     | 0                     |
| 1996                  | 3                     | 2                     |
| 1997                  | 3                     | 4                     |
| Всього                | 23                    | 12                    |

## Титули і досягнення

### Командні
- Володар Кубка Швейцарії (1):

«Грассгоппер»: 1988—89
- Володар Суперкубка Швейцарії (1):

«Грассгоппер»: 1989
- Чемпіон Німеччини (1):

«Вердер»: 1992–93
- Володар Кубка Німеччини (2):

«Вердер»: 1990–91, 1993–94
- Володар Суперкубка Німеччини (2):

«Вердер»: 1993, 1994
- Володар Кубка Кубків УЄФА (1):

«Вердер»: 1991–92

### Особисті
- Футболіст року в Океанії: 1989, 1990, 1992
- Найкращий молодий футболіст Нової Зеландії: 1981, 1982[19]
- Найкращий бомбардир Ліги чемпіонів УЄФА: 1993-94 (8 голів)
- Найкращий бомбардир Кубка Німеччини: 1989–90, 1993–94 (по 5 голів)

Нагороджений новозеландським орденом «За заслуги» («New Zealand Order of Merit»), звання «компаньйон» («CNZM», третя з п'яти ступенів ордена), за заслуги перед футболом: 2008

## Сім'я
Батьки — Артур Руфер і Ганні Іві-Нгаті Пороу Кемпбелл. Старший брат Шейн — також футболіст і тренер, грав за новозеландську збірну. Дружина Лайза, сини Калеб і Джошуа, обидва сини також футболісти.